# Fer el buit

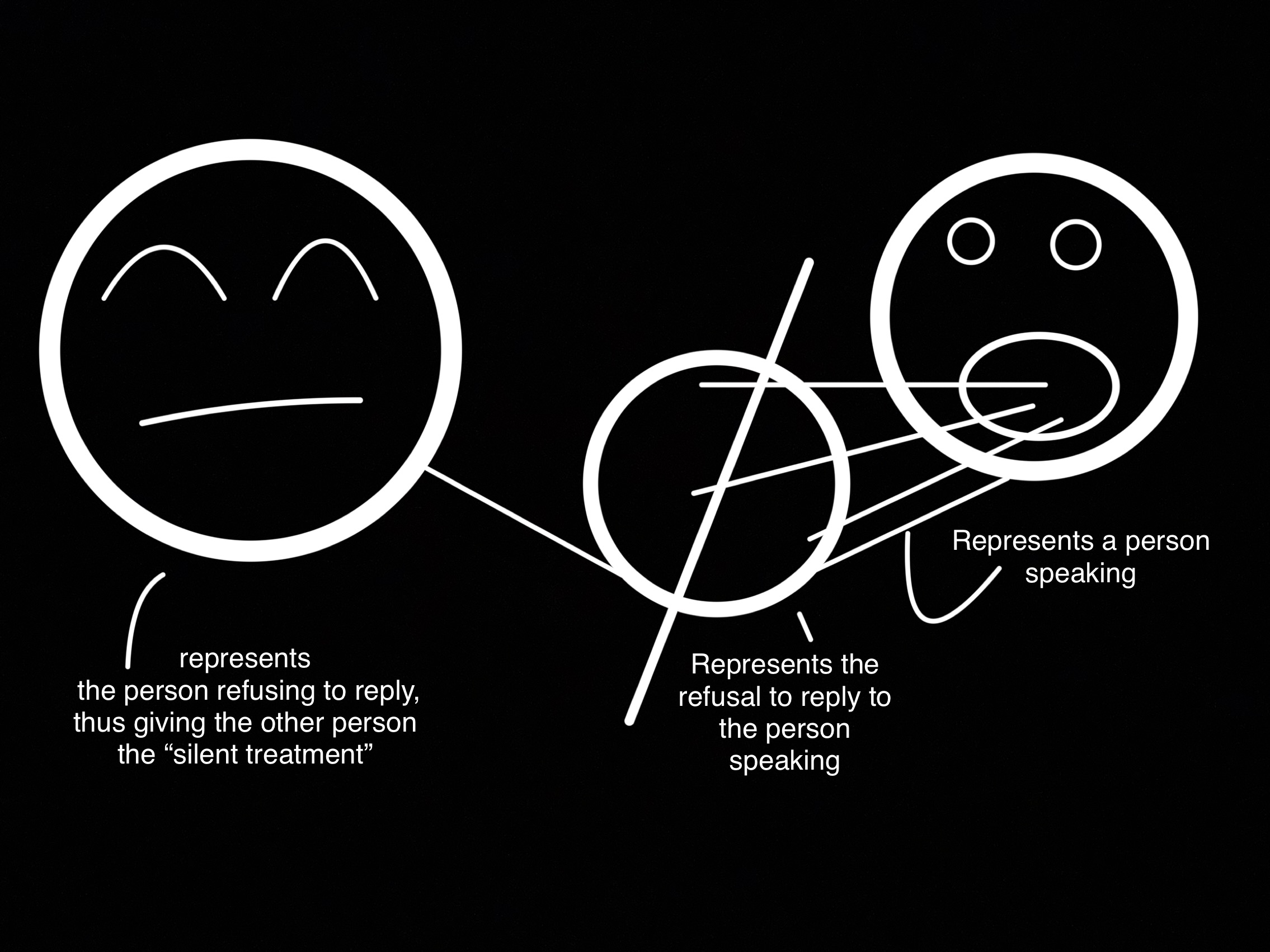
Il·lustració que representa una persona que li fa el buit a una altra.

Fer el buit és un tipus d'abús psicològic que consisteix a dur a terme una sèrie de comportaments amb l'objectiu d'ignorar a una persona amb la qual es té algun tipus de vincle, generalment davant d'una situació de conflicte, discussió i/o postdiscussió. En alguns casos, no només es genera un silenci en la comunicació verbal, sinó que també hi ha un brusc aïllament emocional i físic. Algunes persones duen a terme aquestes accions de manera inconscient, generalment persones amb poca maduresa emocional i falta d'empatia amb recursos limitats per a la resolució de conflictes. Altres ho executen amb plena consciència amb la intenció de fer mal, sovint persones amb característiques de trastorn narcisista i en relacions de parella abusives.

## En les relacions de parella abusives
Dins l'àmbit de les relacions de parella, fer el buit és un tipus de violència i abús psicològic en el qual la persona abusadora du a terme un sistema de comportaments intencionats amb el fi de castigar i manipular emocionalment a la víctima mitjançant el silenci per a fer saber que "ha fet alguna cosa malament". Aquest és un patró de conducta de caràcter violent passiu-agressiu i té com a objectiu cridar l'atenció de la víctima sense cap tipus de comunicació fent notar la seva presència des de l'absència. En el cas que hi hagi comunicació, aquesta es produeix de manera molt freda i/o amb monosíl·labs.
Aquest tipus de maltractament emocional es pot donar davant d'una situació de conflicte i/o discussió, però també pot ser utilitzat de manera inesperada, fins i tot encara que no hagi passat res ni hi hagi motius aparents per a una possible disputa. En aquests casos, la víctima no pot saber per què l'altra persona deixa de parlar-li ni com afrontar el conflicte, ja que simplement succeeix i no hi ha manera de determinar per què es produeix. Aquest comportament genera un estat de patiment, dolor, frustració i confusió a la víctima ja que implica l'anul·lació i impossibilitat de la utilització dels elements bàsics per a la resolució de conflictes, que són la comunicació i el diàleg.
És necessari tenir en compte que en una relació sana els conflictes i diferències són naturals, però aquests es resolen d'una manera assertiva i sana a través del diàleg fomentant una resolució conjunta i a la generació d'acords a partir d'un respecte mutu entre els individus. En canvi, en una relació on la persona abusiva fa el buit com a estratègia davant les dissensions i disputes, el que busca és castigar a la víctima ignorant-la i, sovint, reduir i educar les conductes que considera "dolentes" d'aquesta. Amb aquesta dinàmica, la persona abusadora anul·la i invalida les emocions de l'altra negant la oportunitat d'expressar-se, la qual cosa genera incertesa, desorientació i un dolor emocional que pot afectar greument a la salut mental de la víctima.

### Característiques
- La persona abusadora ignora a la víctima fent-la sentir invisible
- Quan la víctima intenta comunicar-se la persona abusadora no respon o ho fa amb monosíl·labs
- En un mateix espai, la persona abusadora evita el contacte visual i físic
- Desinterès pel que l'altra persona expressa o fa
- En cas que acabi el silenci, només passa quan la víctima demana perdó[7][8]

### Conseqüències
- Trauma emocional
- Afectacions en l'autoestima
- Canvis de comportament de la víctima per aconseguir l'atenció de la persona abusadora
- Sentiment de culpa i inseguretat
- Malestar físic: la víctima pot presentar símptomes d'estrès, ansietat i depressió[9][10]